# Britsko-ruská dohoda (1907)
Britsko-ruská dohoda z roku 1907 (jiné názvy: britsko-ruská smlouva z roku 1907, rusko-britská dohoda/smlouva z roku 1907, anglicko-ruská smlouva/dohoda z roku 1907, rusko-anglická smlouva/dohoda z roku 1907, anglo-ruská smlouva/dohoda z roku 1907, sanktpetěrburská smlouva; rusky Англо-русская конвенция 1907 года, Англо-русское соглашение 1907 года, Anglo-Russian Convention of 1907) je název mezinárodní smlouvy, která byla podepsána 31. srpna 1907 v ruském Petrohradě mezi Ruským a Britským impériem. Smlouvu, která definovala sféry vlivu mezi dvěma říšemi ve Střední Asii, podepsal ruský ministr zahraničních věcí Alexandr Izvolskij a britský velvyslanec Arthur Nicolson. Smlouva znamenala konec tzv. Velké hry v Asii a završila vytvoření Dohody.
Rusko ve smlouvě uznalo protektorát Spojeného království nad Afghánistánem a přislíbilo nenavazovat přímé spojení s afghánským emírem.
Obě strany uznaly, že Tibet je součástí Číny a upustily od pokusů získat kontrolu nad touto oblastí.
Persie byla rozdělena na tři území: ruskou sféru vlivu na severu, britskou na jihovýchodě a neutrální ve středu země.